# Peribsen
Peribsen, (Seth Peribsen) (fl. XXIX-XXVIII secolo a.C.), è stato un faraone della II dinastia egizia.

## Biografia

Serekht di Peribsen

Nessuna delle fonti "storiche" a nostra disposizione, liste reali di Abido e Saqqara, Canone reale di Torino, epitomatori di Manetone, cita questo sovrano. Anche la Pietra di Palermo è rotta in questo punto.
Peribsen è conosciuto solamente attraverso i reperti provenienti da Abido: alcuni sigilli e frammenti di vasellame.
| pr · ib | s | n |

 pr ib=sn - Peribsen (Colui che viene per loro volontà)
Altri reperti, relativi a questo sovrano, sono stati rinvenuti ad Elefantina.
Tra gli studiosi non vi è concordanza nel determinare quale relazione vi sia tra Peribsen e Sekhemieb-Perenmaat; per alcuni questi è un predecessore di Peribsen, per altri il suo successore; secondo altri si tratta dello stesso sovrano salito al trono come Horo Sekhemib e che avrebbe poi cambiato il nome in Seth Peribsen.
Allo stato attuale delle conoscenze non vi sono prove tali da permettere di scegliere tra una di queste teorie anche se il ritrovamento della tomba di Peribsen (tomba P della necropoli di Abido) ma non di quella di Sekhemib potrebbe far pendere la bilancia in favore della teoria che li vede come un unico sovrano.
Durante il suo regno potrebbe aver avuto luogo una rivolta nelle province più settentrionali (Basso Egitto), rivolta che potrebbe aver avuto come conseguenza lo spostamento ad Abido della capitale e la sostituzione del culto di Horo come protettore del sovrano con il culto di Seth.
È possibile che proprio questa scelta religiosa e politica (il confronto tra i due dei è legato al confronto tra Alto e Basso Egitto) di questo sovrano ne abbia provocato la damnatio memoriae che lo ha cancellato da tutti i documenti disponibili.

Comunque durante la IV dinastia il culto di Peribsen era ancora vivo a Giza.
Quello che è possibile ipotizzare è che il periodo che va dalla morte di Ninetjer fino all'ascesa al trono di Khasekhemui (probabilmente ultimo sovrano della II dinastia) sia stato caratterizzato da rivolgimenti nella religione e forse anche da divisioni dell'Egitto che perdette, almeno per un breve periodo, la sua unità.